# موسى افرايم
موسى افرايم (بالهولندية: Moses Ephraim)‏ هو مصرفي هولندي، ولد في عقد 1620، وتوفي في القرن السابع عشر.